# Халлен-Паульсен, Кристиан
Кри́стиан Ха́ллен-Па́ульсен (норв. Christian Hallén-Paulsen; 24 декабря 1945, Осло — 30 декабря 2012) — норвежский саночник, выступал за сборную Норвегии в середине 1960-х годов. Участник зимних Олимпийских игр в Инсбруке, призёр многих международных турниров и национальных первенств.

## Биография
Кристиан Халлен-Паульсен родился 24 декабря 1945 года в Осло. Активно заниматься санным спортом начал с юных лет, проходил подготовку в столичном спортивном клубе «Акефорениге». В возрасте семнадцати лет уже дебютировал на взрослом чемпионате мира, однако серьёзных результатов здесь не добился, на трассе австрийского Имста финишировал пятьдесят шестым в одиночках и двадцать четвёртым в двойках. Благодаря череде удачных выступлений на внутреннем первенстве удостоился права защищать честь страны на зимних Олимпийских играх 1964 года в Инсбруке, участвовал в первых в истории олимпийских соревнованиях по санному спорту. В мужском парном разряде вместе с Яном-Акселем Стрёмом закрыл десятку сильнейших.
После Олимпиады Халлен-Паульсен продолжил представлять национальную сборную на крупнейших международных турнирах. Так, в 1965 году он участвовал в заездах на чемпионате мира в швейцарском Давосе, расположился на тридцать первой позиции в одноместных сонях и пятнадцатой в двухместных. Тем не менее, через какое-то время он оставил спорт и сконцентрировался на карьере военного — в течение многих лет служил в 331-й эскадрилье на авиабазе Будё. Затем, когда вышел на пенсию, возглавил местный военный музей.